# Groep-Dobbe
De Groep-Dobbe met haar voorman Theo Dobbe was een van de eerste actieve verzetsgroepen in Nederland na de Duitse bezetting. 
De groep maakte naam met spectaculaire acties. Dobbe sloot zich aan bij de bestaande actie(verzets)groep Reeskamp, actief in Naarden en Bussum, die ook reeds de nodige verkenningen in de vesting Naarden had uitgevoerd. Dobbe, Reeskamp, zijn zoon Gerard en andere kompanen, waaronder Jan van Straelen, Henry Vroom en Thomassen roofden in juli 1940 de nodige opgeslagen wapens en explosieven. 
Op 14 mei 1941 werden deze gebruikt voor de bekende aanslag op een villa aan de Bernard Zweerskade in Amsterdam, waar Duitse officieren werden gehuisvest.
In 1942 werd Dobbe opgepakt door toedoen van de V-Mann Anton van der Waals, maar wist te ontsnappen uit de gevangenis in Utrecht. 
Dobbe week hierna uit naar Friesland, waar hij met onder andere Gerrit Kleinveld op 14 oktober 1942 een geslaagde overval pleegde op het distributiekantoor van Joure, waarbij tienduizenden bonkaarten werden buitgemaakt. 
In 1944 maakte hij deel uit van de top van de Landelijke Knokploegen. 
Bij een liquidatie-actie op J. de Droog in opdracht van Jan van Straelen op 5 september 1944 werd hij zelf gearresteerd en diezelfde dag doodgeschoten.
Gerrit Kleinveld wist te ontsnappen uit Kamp Amersfoort en overleefde de oorlog.